# 민주혁명당 (칠레)
민주혁명당(民主革命黨, 스페인어: Revolución Democrática)은 참여민주주의를 표방하는 칠레의 중도좌파 정당이다. 2012년에 사회당 등이 이끌던 기존 중도좌파 세력에 반발한 일부 민주사회주의자들이 창당하였다. 2017년 총선에서 평등당, 인문주의자당 등 분열된 중도좌파 세력을 통합하여 광역전선 설립을 시도하였다. 2021년 칠레 대통령 선거에서 후보를 내지 않고 사회융합당의 가브리엘 보리치를 지원하였다.
1. ↑  https://ellibero.cl.actualidad/kenneth-buker-rd-esta-practicamente-varado-y-sin-el-capitan-jackson-en-el-timon-es-un-barco-a-la-deriva
2. ↑  https://www.ex-ante.cl/carta-de-pablo-vidal-militantes-de-revolucion-democratica-tras-su-renuncia/
3. ↑  https://www.senado.cl/appsenado/index.php?mo=transparencia&ac=doctoInformeAsesoria&id=5328